# Рияд, Абдул Муним
Абдул Муним Рияд (араб. عبد المنعم ریاض‎; 22 октября 1919 — 9 марта 1969) — генерал и начальник Генерального штаба Вооруженных сил Египта. Командующий войсками Иордании во время Шестидневной войны.
Абдул Муним Рияд родился 22 октября 1919 года в городе Танта, мухафаза Гарбия, Египет в семье подполковника Рияда Мухаммеда, египетского офицера и инструктора Военной Академии. Среднюю школу окончил в 1936 году в Александрии, один семестр посещал в Медицинскую школу Каср Эль-Ни в Каире. Тогда же принимал участие в студенческих протестах, требуя прекращения британского колониального влияния в стране.
В 1936 году был подписан Англо-Египетский договор, который открыло путь в военные академии Египта всем общественным классам. Рияд вступил в Королевской военной академии, надеясь подражать родительскую карьеру в армии. В академии он познакомился с коллегами-курсантами, будущей верхушкой египетской армии: Гамалем Абдель Насером, Анваром Садатом, Саадом аль-Шазли, Ахмадом Исмаил Али и др. В 1938 году он окончил академию с высшей оценкой и с особым опытом в зенитной оружия и был причислен к вновь созданного подразделения противовоздушной обороны в Заамаку под командованием британского капитана. В это время он углубил знания в баллистике, различных видах зенитных пушек, воздушных объектов и английского языка.
Когда в сентябре 1939 г. началась Вторая мировая война, несколько египетских офицеров, в том числе Рияд, теперь первый лейтенант, были вовлечены в действующих частей, оборонявших Египет. Абдул Муним Рияд возглавлял египетский зенитное подразделение в Александрии. Впоследствии он служил инструктором и преподавателем в Артиллерийской школе Аббасии в Каире и учился в Колледже Генерального штаба в Каире, который окончил в 1944 году.
В 1947-1948 годах служил в управлении планирования военных операций в Каире.
За участие в Арабо-израильской войне 1948 гг. получил орден.
1953 года назначен командиром 1-й бригады зенитной артиллерии в Александрии.
В 1958-1959 годах с отличием закончил тактический курс в Высшей военной Академии им. Фрунзе в Советском Союзе.
1960 года — начальник штаба артиллерии.
В 1961 году назначен заместителем начальника оперативного отдела и советником командующего военно-воздушными силами по вопросам ПВО.
В 1962 году получил звание генерал-майора.
1964 года был назначен начальником штаба Объединенной Арабской республики.
В 1966 году был повышен до генерал-лейтенанта.
30 мая 1967 года король Хусейн посетил Каир и подписал соглашение о совместной обороне между Египтом и Иорданией, которая предусматривала, в случае совместных действий, подчинение иорданской армии египетскому командованию. Рияд был назначен руководителем командного центра в Аммане, а во время Шестидневной войны 1967 года был командующим фронта в Иордании.
В 1968 году был назначен помощником генерального секретаря Лиги арабских государств. Имел многочисленные военные награды Египта, Ливана, Иордании. Знал английский, французский, немецкий и русский языки.
С 11 июня 1967 года по 9 марта 1969 года — начальник Генерального штаба Египетских Вооруженных Сил, в этом качестве принимал участие в Войне на истощение и планировании операции по прорыву Линии Бар-Лева. Утром 9 марта 1969 года, во время инспектирования египетской линии обороны на Суэцком канале Рияд погиб от огня израильской артиллерии.
После его смерти президент Гамаль Абдель Насер присвоил ему звание генерал-полковника, в его честь названы площадь и улица в Каире, а 9 марта каждого года считался днем памяти.